# 5870 Baltimore
5870 Baltimore este un asteroid care intersectează orbita planetei Marte.

## Descriere
5870 Baltimore este un asteroid care intersectează orbita planetei Marte. Asteroidul prezintă o orbită caracterizată de o semiaxă mare de 2,79 ua, o excentricitate de 0,42 și o înclinație de 29,0° în raport cu ecliptica.